# Liste der Baudenkmale in Nienhagen (Landkreis Celle)
In der Liste der Baudenkmale in Nienhagen sind alle Baudenkmale der niedersächsischen Gemeinde Nienhagen im Landkreis Celle aufgelistet. Die Quelle der Einträge ist der Denkmalatlas Niedersachsen mit tw. Kürzungen. Der Stand der Liste ist der 20. Mai 2024.

## Allgemein
In den Spalten befinden sich folgende Informationen:
- Lage: die Adresse des Baudenkmales und die geographischen Koordinaten. Kartenansicht, um Koordinaten zu setzen. In der Kartenansicht sind Baudenkmale ohne Koordinaten mit einem roten Marker dargestellt und können in der Karte gesetzt werden. Baudenkmale ohne Bild sind mit einem blauen Marker gekennzeichnet, Baudenkmale mit Bild mit einem grünen Marker.
- Bezeichnung: Bezeichnung des Baudenkmales
- Beschreibung: die Beschreibung des Baudenkmales. Unter § 3 Abs. 2 NDSchG werden Einzeldenkmale und unter § 3 Abs. 3 NDSchG Gruppen baulicher Anlagen und deren Bestandteile ausgewiesen.
- ID: die Objekt-ID des Baudenkmales
- Bild: ein Bild des Baudenkmales, ggf. zusätzlich mit einem Link zu weiteren Fotos des Baudenkmals im Medienarchiv Wikimedia Commons. Wenn man auf das Kamerasymbol klickt, können Fotos zu Baudenkmalen aus dieser Liste hochgeladen werden:

## Nienhagen
Nienhagen wurde zwischen 1227 und 1235 gegründet. In den 1930er Jahren wurde hier ein Großteil des deutschen Erdöls gefördert.
| Lage                                       | Bezeichnung               | Beschreibung | ID       | Bild           |
| ------------------------------------------ | ------------------------- | --- | -------- | -------------- |
| Dannhorstweg 2 52° 32′ 31″ N, 10° 7′ 15″ O | Wohnhaus                  | Zweigeschossiger Fachwerkbau über U-förmigen Grundriss auf teils hohen Backsteinsockel unter bewegter und differenzierter Dachlandschaft in roter Hohlpfannendeckung. Zierfachwerk mit geschwungenen Brüstungsstreben und K-Streben, OG leicht vorkragend über mit Zahnschnitt sowie im Profil geschnitzten Balkenköpfen geziertem Gebälk. Zur Ostseite achsenmittiger Zugang, einzelne Gebäudeflügel differenziert ausgestaltet. In erster Hälfte 18. Jh. errichtet, Erweiterungen Anfang 20. Jh. | 33764769 | BW             |
| Dorfstraße 26 52° 33′ 16″ N, 10° 6′ 27″ O  | Heimatmuseum Alte Schule  | Zweiflügelige Anlage mit giebelständigen, eingeschossigen Vierständer-Fachwerkbau auf Ziegelsockel unter Halbwalmdach mit Aufschieblingen in Ziegelpfannendeckung. Symmetrisches Fachwerkgefüge mit geschosshohen Streben und Backsteinausfachung. Nördliches Giebeldreieck leicht vorkragend über in Profil ausgestaltetem Gebälk. Errichtet 1849. Rückwärtig schließt zum Osten hin versetzt eingeschossiger gelber Backsteinbau unter Satteldach in Ziegelpfannendeckung an. Öffnungen mit Segmentbögen, rote Ziegelziersetzungen im Gurt- und Traufbereich. Um 1900 errichtet. | 33763353 |                |
| Dorfstraße 30 52° 33′ 18″ N, 10° 6′ 25″ O  | Armenhaus                 | Eingeschossiger, giebelständiger Fachwerkbau auf rotem Ziegelsockel unter Satteldach in roter Hohlpfannendeckung. Östliche Traufseite mit zwei symmetrisch angeordneten Zugängen, Fachwerkgefüge mit geschosshohen Streben sowie roter Backsteinausfachung. 1861 errichtet. | 33763372 | BW             |
| Dorfstraße 33 52° 33′ 16″ N, 10° 6′ 31″ O  | St. Laurentius            | Roter Backstein-Saalbau auf Natursteinsockel unter Walmdach in Ziegelpfannendeckung mit geradem Chorschluss. Langhaus mit Querschiff, hohe und schmale Rundbogenfenster mit Versprossung. Westliches Giebelfeld mit Rundbogenfenstern im Erd- und dem inneren Emporengeschoss, westliches Hauptportal mit Giebeldreieck in Naturstein und zweiflügeliger Bronzetür. Chor mit monumentalen Rechtecksfenster mit Glasmalereien mit dem Motiv der Apokalypse. Freistehender Glockenturm in rotem Backsteinmauerwerk mit Andachtsraum für die Gefallenen der zwei Weltkriege (Gittertür mit Datierungen). Turmschaft mit Lichtfenstern, Glockengeschoss mit hohen rundbögigen Schallarkaden, oberer Abschluss mit kupferblech-gedeckten Pyramidendach. | 33763391 | Weitere Bilder |
| Dorfstraße 49 52° 33′ 26″ N, 10° 6′ 11″ O  | Wohn-/ Wirtschaftsgebäude | Eingeschossiger Vierständer-Fachwerkbau in Jochbalkenkonstruktion unter Halbwalmdach in roter Hohlpfannendeckung mit Niedersachsengiebel. Zur Straße orientierter Wirtschaftsgiebel mit außermittigen Tor, dort spitzbogenförmige Gefachabschlüsse, vorkragendes Giebelfeld über Gebälk mit gerundeten und mit Kerbschnitt versehenen Füllhölzern, darüber Brüstungsgefache mit Bohlenausfachung mit Fächerzierde. 1611 errichtet. | 33763410 | BW             |
| Twegte 6 52° 33′ 29″ N, 10° 5′ 39″ O       | Doppelwohnhaus            | | 33763469 | BW             |